# Brückenbildung (Nagetiere)

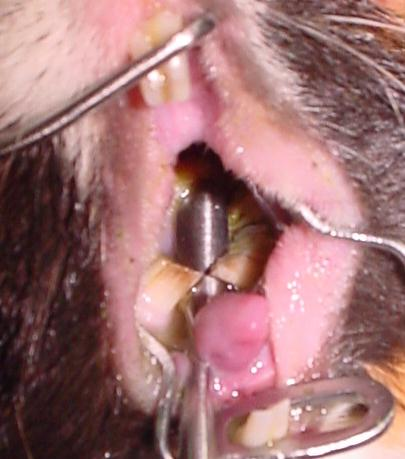
Brückenbildung im Backenzahnbereich eines Meerschweinchens.

Brückenbildung ist eine Zahnfehlstellung vor allem bei Nagetieren, bei der die Backenzähne wie eine Brücke von links und rechts über der Zunge allmählich zusammenstoßen. Kontrollierte Nahrungsaufnahme ist so nicht mehr möglich, da die Zunge versperrt wird und das Tier nicht mehr kauen und schlucken kann. Ein starker Speichelfluss ist oft ein äußerlich zu erkennendes Symptom.

## Ursache
Bei Hausmeerschweinchen und Chinchillas ist eine Verlängerung der Backenzähne der Auslöser. Eine erbliche Komponente bei der Krankheitsentstehung wird vermutet, da dies bei nichtdomestizierten Tieren nicht auftritt. Aber auch Fütterungsfehler (strukturarmes Futter, welches nur wenig Kautätigkeit erfordert) spielt eine Rolle. Auch ein Vitamin-C-Mangel könnte beteiligt sein. Da die Backenzähne schräg nach innen stehen, kommt es zur Bildung von Spitzen und einer Aufspreizung der Kiefer. Dadurch wird die Kautätigkeit eingeschränkt, reicht aber an den hinteren Backenzähnen noch für genügend Abrieb, während die vorderen Backenzähne im Unterkiefer aufgrund des für wurzellose Zähne typischen weiteren Wachstums immer weiter aufeinander zu bewegen. Parallel kommt es auch meist zu backenseitigen Spitzen an den Backenzähnen des Oberkiefers und zu papageienschnabelartiger Fehlstellung der Nagezähne. Beim Hauskaninchen sind Brücken Folge von Zahnverbiegungen, die zu zungenseitigen Zahnspitzen führen, welche sich schließlich über der Zunge vereinigen können.

## Behandlung
Die Brückenbildung wird nach Einsetzen eines Maul- und eines Wangenspreizers durch Abschleifen mit Zahnbohrern behandelt. Ziel ist es, wieder glatte, stufenfreie Kauflächen mit korrekter Winkelung zu schaffen, so dass sie wieder vor- und zurückgleiten können. Die erfolgt allgemein unter Narkose.